# Phygadeuon eleganticornis
Phygadeuon eleganticornis är en stekelart som först beskrevs av Otto Schmiedeknecht 1933.  Phygadeuon eleganticornis ingår i släktet Phygadeuon och familjen brokparasitsteklar. Inga underarter finns listade i Catalogue of Life.